# Kendwa
Kendwa est un village du nord de l'île Tanzanie d'Unguja. La plage de la ville fait face aux îles de Daloni et de Tumbatu.